# Taeniidae
Taeniidae (Ludwig, 1886) je čeleď kruhovkovitých tasemnic s dvouhostitelským cyklem. Jedná se o parazity suchozemských savců, kde predátor je definitivní hostitel a kořist mezihostitel. Čeleď čítá řadu medicínsky a veterinárně významných druhů tasemnic členěných do 4 rodů: Taenia, Echinococcus, Hydatigera a nově vytvořený rod Versteria. Tělo taeniidních tasemnic tvoří skolex se 4 přísavkami, chobotkem s háčky a strobila (vlastní tělo) s články (proglotidy). Článků bývá 1-7 u rodu Echinococcus, několik desítek u rodu Hydatigera a až několik set u rodu Taenia.

## Významní zástupci čeledě Taeniidae
- tasemnice bezbranná (Taenia saginata)
- tasemnice dlouhočlenná (Taenia solium)
- měchožil zhoubný (Echinococcus granulosus)
- měchožil bublinatý (Echinococcus multilocularis)
- Hydatigera taeniaeformis – parazit koček